# George Brettingham Sowerby III
Pour les articles homonymes, voir Sowerby.
George Brettingham Sowerby III est un conchyliologiste, éditeur et illustrateur britannique, né en 1843 et mort en 1921.
Comme son père George Brettingham Sowerby II (1812-1884) et son grand-père George Brettingham Sowerby I (1788-1854), il a travaillé au Thesaurus conchyliorum, magnifique ouvrage sur les mollusques. Il ne pouvait percevoir les couleurs, et c'est sa fille qui coloriait ses gravures.